# Hyposmylus punctipennis
Hyposmylus punctipennis är en insektsart som först beskrevs av Walker 1860.  Hyposmylus punctipennis ingår i släktet Hyposmylus och familjen vattenrovsländor. Inga underarter finns listade i Catalogue of Life.